# Anton Fortuin
Antonie (Anton) Fortuin (Amsterdam, 23 juni 1880 – Utrecht, 31 mei 1967 was een Nederlands beeldhouwer, keramist en interieurarchitect.

## Leven en werk

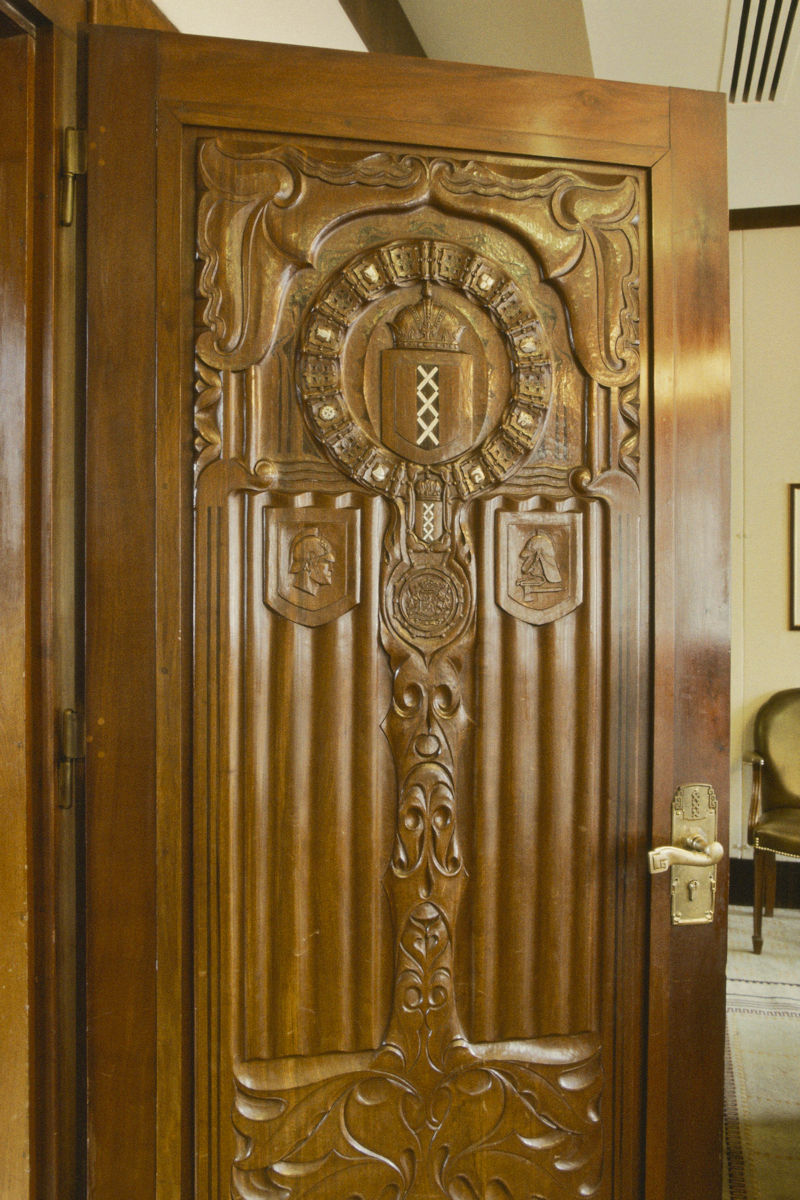
Detail deur burgemeesterskamer (1926)

Anton of Toon Fortuin was een zoon van de bloemist Willem Fortuin en Maria Ruijs. Hij was leerling in een steenhouwerij (1892) en werd 's avonds opgeleid bij Carl Geverding aan de Teekenschool voor kunstambachten in Amsterdam (1893-1898). Hij vervolgde zijn opleiding aan de Academie voor beeldende kunsten in Gent (1898-1900). Hij vestigde zich in 1901 als zelfstandig meubelmaker en beeldhouwer in Amsterdam. Fortuin maakte onder meer reliëfs, kleinplastieken in steen en hout en gebruiksvoorwerpen. Hij ontwierp en verfraaide interieurs voor meerdere mailschepen. Scheen vermeldt hem als "toonaangevend binnenhuisarchitect".
Vanaf 1931 woonde en werkte Fortuin in Laren. Hij was bestuurslid van de Maatschappij Rembrandt en lid van de Vereniging van beeldende kunstenaars Laren-Blaricum, waarmee hij ook exposeerde. Hij overleed in 1967, op 86-jarige leeftijd.

## Werken (selectie)
- 1907-1930 beeldsnijwerk in opdracht van C.A. Lion Cachet voor verschillende schepen van de Stoomvaart-Maatschappij Nederland (naar modellen van Lambertus Zijl)
- 1912 bouwbeeldhouwwerk voor hotel De Roode Leeuw, Damrak, Amsterdam
- 1916 beeldjes onder de balken van de leeszaal van De Groote Club, die verschillende ambachten voorstellen.[5]
- 1916 houtsnijwerk voor de winkel van C.A.P. Ivens aan de Kalverstraat 115, Amsterdam (naar ontwerp van Lambertus Zijl)
- 1924-1926 houtsnijwerk voor onder andere raadzaal, balustradeversiering en deur van de burgemeesterskamer met daarop een ambtsketen rond het wapen van Amsterdam, in de uitbreiding stadhuis Amsterdam aan de Oudezijds Voorburgwal[6]
- 1930 gedenkteken Inte Osman, Nieuwe Oosterbegraafplaats
- 1930 gebeeldhouwde boekenkast voor de Hortus Botanicus Amsterdam
- 1932 houtsnijwerk voor de Marnix van St. Aldegonde van de SMN
- 1932 ontwerp gedenkraam voor A. de Pauw, in de bestuurskamer van de Diamantbeurs (Amsterdam)
- 1934 beeldje Trein 8.28, voor het kleuterhuis van Trein 8.28 H.IJ.S.M., Petten
- 1938 ornamenteel beeldhouwwerk voor meubilair in het gebouw van de Hoge Raad (Plein)